# قطعنامه ۴۷۶ شورای امنیت
قطعنامه ۴۷۶ شورای امنیت سازمان ملل متحد که در تاریخ ۳۰ ژوئن ۱۹۸۰ تصویب شد، سندی بین‌المللی دربارهٔ سرزمین‌های اشغالی توسط اسرائیل است. این قطعنامه طی نشست ۲٬۲۴۲ام با ۱۴ موافق، ۰ مخالف و ۱ ممتنع تصویب شد.
قطعنامه 476 شورای امنیت سازمان ملل متحد، مصوب 30 ژوئن 1980، اعلام کرد که «کلیه اقدامات قانونی و اداری و اقدامات انجام شده توسط اسرائیل، قدرت اشغالگر، که هدف آن تغییر ماهیت و جایگاه شهر مقدس اورشلیم است، فاقد اعتبار قانونی است. نقض آشکار کنوانسیون چهارم ژنو است».